# Buchet (Gemeinde Diersbach)
Buchet ist eine Streusiedlung (Zerstreute Häuser) in der Gemeinde Diersbach in Oberösterreich (Bezirk Schärding). Die Ortschaft hat 29 Einwohner (Stand 1. Jänner 2024).

## Geographie
Buchet liegt vier Kilometer nordöstlich des Ortszentrums von Diersbach im nordöstlichen Gemeindegebiet. Buchet ist Teil der Katastralgemeinde Angsüss. Die Streusiedlung erstreckt sich im Wesentlichen von Norden nach Süden und liegt östlich der Enzenkirchener Bezirksstraße (L 1135). Nachbarorte sind Etzelbach im Nordwesten, Birieck im Nordosten, Eden im Osten, Mitterndorf im Südwesten, Raad im Süden sowie Herrnberg, Froschau und Oberedt im Westen.

## Geschichte und Bevölkerung
Urkundlich wurde Buchet 1340 erstmals als Puchen urkundlich erwähnt, wobei sich der Ortsname vom bairisch-mittelhochdeutschen Wort puoche (Buche) ableitet. Die Bedeutung des Ortsnamens wird daher mit bei den Buchen (ze den puochen) übersetzt. Gemeinsam mit der ersten urkundlichen Erwähnung des Ortsnamens wurden 1340 auch Reypolting und Adelhaizöd genannt, wobei es sich beim Ersteren um das Rapoldi-Gut und bei Zweiten um das Rackasedergut in Bucht handeln dürfte. Weitere alte Hausnamen sind beispielsweise Auinger in der Au und Stadler am Wald.
In Buchet lebten 1869 50 Menschen in acht Häusern. Bis zum Jahr 1910 stieg die Einwohnerzahl auf 53 Personen, wobei 31 Männer und 22 Frauen bzw. ausschließlich Katholiken gezählt wurden. Die Zahl der Häuser war hingegen gleich geblieben. In der Statistik wurde Buchet unterteilt mit dem Weiler Buchet (sieben Häuser mit 46 Einwohnern) und dem Einzelhof Rakersedt (ein Haus mit sieben Bewohnern) ausgewiesen. Auch 1923 hatte sich bezüglich der Größe der Siedlung wenig geändert. Die Zahl der Häuser war gleich geblieben, wobei in Rakersedt sechs und im Weiler Buchet 42 Menschen lebten. Bis 1951 hatte sich die Einwohnerzahl leicht auf 56 Einwohner erhöht, wobei im Weiler 50 und in Radkersedt sechs Personen gezählt wurden. 1971 hatte sich die Zahl der Gebäude endlich um eines auf neun erhöht, Einwohner gab es 53. Die Statistik Austria unterschied jedoch nun zwischen dem Weiler Buchet mit fünf Gebäuden und 27 Einwohnern und der Streusiedlung Buchet mit den Anwesen Auinger, Radpoldl, Rakersedt und Stadler. 1981 gab es 10 Häuser mit 51 Einwohnern, wobei sechs Gebäude mit 26 Einwohnern auf den Weiler und vier Gebäude mit 25 Einwohnern auf die Streusiedlung entfielen. 2001 wurde Buchet hingegen als Streusiedlung ohne Differenzierungen mit zehn Gebäuden und 49 Einwohnern ausgewiesen. Es bestanden neun Gebäude mit Hauptwohnsitzen, 14 Wohnungen und 16 Haushalte sowie sechs land- und forstwirtschaftliche Betriebsstätten. 2011 beherbergte die Ortschaft nur noch 40 Einwohner.

## Bauwerke
In Buchet besteht keine Kapelle, es finden sich jedoch kleinere sakrale Denkmäler wie ein Kreuzstöckl beim Buchingergut in Buchet und das „Rackaseder-Kreuz“.